# Nate Dogg (album)
Nate Dogg è il terzo e ultimo album dell'artista hip hop statunitense Nate Dogg. L'album è bootleggato il 25 febbraio 2003, più tardi nello stesso anno è ufficialmente pubblicato solo tramite formato digitale attraverso Elektra Records, poco prima che l'etichetta chiudesse il suo dipartimento dedicato all'hip hop.
Redman, Eve, Snoop Dogg, Xzibit, Fabolous, Memphis Bleek, Freeway, Lil' Mo, DJ Quik, Timbaland, Warren G e Mariah Carey sono tra i numerosi ospiti del disco.

## Tracce
1. I Need a Bitch (featuring Armed Robbery) – 3:44 (musica: Hi-Tek)
2. Bad Girls (featuring Redman) – 4:13 (musica: Rockwilder)
3. Get Up (featuring Eve) – 3:50 (musica: DJ Quik)
4. Keep It Real (featuring Fabolous, Lil' Mo & Icarus) – 4:28 (musica: Rockwilder)
5. Leave Her Alone (featuring Memphis Bleek, Freeway & Young Chris) – 4:10 (musica: Rockwilder)
6. Hide It (featuring Armed Robbery) – 4:24 (musica: Scott Storch)
7. Round and Round – 4:13 (musica: Rockwilder)
8. Gott Damn Shame (featuring Timbaland & Ms. Jade) – 4:48 (musica: Timbaland)
9. There She Goes (featuring Warren G & DJ Quik) – 4:12 (musica: DJ Quik)
10. Somebody Like Me – 3:56 (musica: Damizza)
11. Interlude #1 (Skit) – 0:08
12. I Got Game (featuring Snoop Dogg & Armed Robbery) – 5:12 (musica: Rockwilder)
13. All Night Long – 4:06 (musica: Ric Rude)
14. Next Boyfriend (featuring Knoc-Turn'al) – 4:53 (musica: Fredwreck)
15. The Hard Way (featuring Xzibit & Armed Robbery) – 3:24 (musica: Hi-Tek)
16. Interlude #2 (Skit) – 0:24
17. Right Back Where You Are – 3:53 (musica: Bink)

Tracce bonus nell'edizione speciale
1. What Would U Do (featuring Mariah Carey, Butch Cassidy & Shade Sheist) – 3:37 (musica: Damizza)
2. Walk A Mile (featuring Shade Sheist, N.U.N.E., Vita & Barbara Wilson) – 3:47 (musica: Damizza)
3. Dead Wrong (featuring Ms. Jade) – 4:30 (musica: Timbaland)